# Партинико
Партинико (итал. Partinico) — коммуна в Италии, располагается в регионе Сицилия, подчиняется административному центру Палермо.
Население составляет 31 515 человек (на 2004 г.), плотность населения составляет 278 чел./км². Занимает площадь 110 км². Почтовый индекс — 90047. Телефонный код — 091.
Покровителем коммуны почитается святой Леонард Ноблакский. Праздник ежегодно празднуется 6 ноября.